# كريستوفوروس ستيفانيديس
كريستوفوروس ستيفانيديس (باليونانية: Χριστόφορος Στεφανίδης)‏ مواليد 29 يوليو 1980 في أثينا، هو لاعب كرة سلة يوناني. بدأ مسيرته الاحترافية في سنة 1999. لعب مع نادي أركاديكوس لكرة السلة في الدوري اليوناني لكرة السلة كلاعب هجوم خلفي. يحمل الرقم 10. يبلغ طوله 6 قدم 1.75 بوصة (1.9 م).

## روابط خارجية
- كريستوفوروس ستيفانيديس على موقع الدوري الأوروبي لكرة السلة (الإنجليزية)
- كريستوفوروس ستيفانيديس على موقع كرة السلة الأوروبية.كوم (الإنجليزية)
- كريستوفوروس ستيفانيديس على موقع بروبوليرز (الإنجليزية)